# Immesheim
Immesheim (pfälzisch: Immesem) ist eine Ortsgemeinde im Donnersbergkreis in Rheinland-Pfalz. Sie gehört der Verbandsgemeinde Göllheim an, innerhalb derer sie gemessen an der Einwohnerzahl die kleinste und gemessen an der Fläche die viertkleinste Gemeinde darstellt.

## Geographie

### Lage
Immesheim liegt im Südteil des Alzeyer Hügellands rund 31 Kilometer nordöstlich von Kaiserslautern, knapp 18 Kilometer westlich von Worms und rund sieben Kilometer südöstlich von Kirchheimbolanden gemessen an der Luftlinie. Das Dorf befindet sich im Rheinhessischen Tafel- und Hügelland südlich oberhalb des Zellertals. Nachbargemeinden sind – im Uhrzeigersinn – Albisheim, Einselthum, Zellertal, Bubenheim, Ottersheim und Rüssingen.

### Erhebungen und Gewässer
Die Pfrimm fließt in West-Ost-Richtung durch den Norden der Immesheimer Gemeindegemarkung. Dort nimmt sie von rechts den Flurbach auf, der unmittelbar nördlich des Siedlungsgebiets entspringt. Rund einen Kilometer westsüdwestlich von Immesheim befindet sich der Saukopf (296,4 m ü. NN) als Nordnordostausläufer der Erhebung Zollstock (300,3 m ü. NN).

## Geschichte

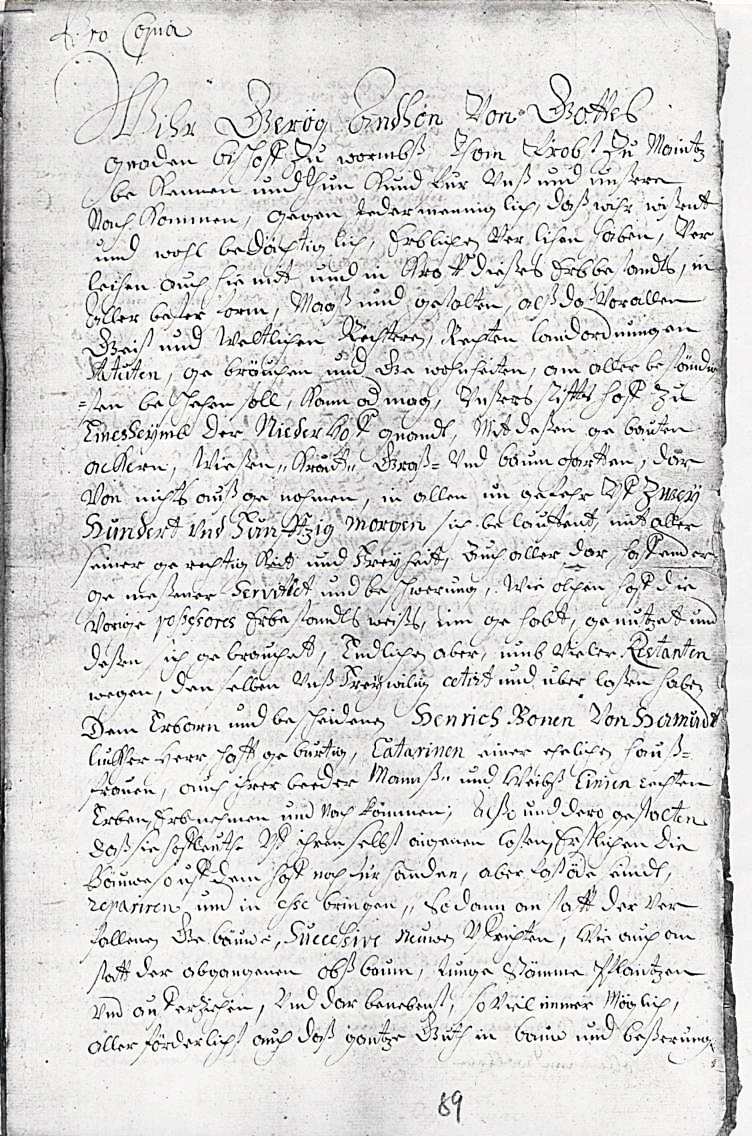
Erbpachtvertrag des Bischofs Georg Anton von Rodenstein von 1651, den dieser mit einem Einwanderer aus Flandern für ein Gut des Hochstiftes Worms in Immesheim schloss

Bis zum Ende des 18. Jahrhunderts gehörte der Ort zur Kurpfalz, innerhalb derer sie dem Oberamt Alzey und dem Unteramt Freinsheim unterstand. Das Kloster Otterberg war im Ort begütert.
Von 1798 bis 1814, als die Pfalz Teil der Französischen Republik (bis 1804) und anschließend Teil des Napoleonischen Kaiserreichs war, war Immesheim in den Kanton Göllheim eingegliedert und unterstand der Mairie Ottersheim. 1815 hatte der Ort insgesamt 124 Einwohner. Im selben Jahr wurde er Österreich zugeschlagen. Bereits ein Jahr später wechselte der Ort wie die gesamte Pfalz in das Königreich Bayern. Von 1818 bis 1862 gehörte Immesheim dem Landkommissariat Kirchheim – später Kirchhheimbolanden an; aus diesem ging das Bezirksamt Kirchhheimbolanden hervor.
Ab 1939 war der Ort Bestandteil des Landkreises Kirchheimbolanden. Nach dem Zweiten Weltkrieg wurde Immesheim innerhalb der französischen Besatzungszone Teil des 1946 neu gebildeten Landes Rheinland-Pfalz. Im Zuge der ersten rheinland-pfälzischen Verwaltungsreform wechselte Immesheim 1969 in den neu gebildeten Donnersbergkreis; drei Jahre später wurde die Gemeinde in die ebenfalls neu entstandene Verbandsgemeinde Göllheim eingegliedert.

## Politik

### Gemeinderat
Der Gemeinderat in Immesheim besteht aus sechs Ratsmitgliedern, die bei der Kommunalwahl am 9. Juni 2024 in einer Mehrheitswahl gewählt wurden, und der ehrenamtlichen Ortsbürgermeisterin als Vorsitzender.

### Bürgermeister
Christina Klein wurde am 17. Juli 2024 Ortsbürgermeisterin von Immesheim. Da bei der Direktwahl am 9. Juni 2024 kein gültiger Wahlvorschlag eingereicht wurde, oblag die Neuwahl des Bürgermeisters gemäß rheinland-pfälzischer Gemeindeordnung dem Rat. Dieser entschied sich auf seiner konstituierenden Sitzung für Christina Klein. Sie hatte bereits bei der Wahl des Gemeinderats die meisten Stimmen erhalten.
Kleins Vorgänger Kurt Kauk hatte das Amt seit 2014 inne und kandidierte bei der Wahl 2024 nicht erneut als Ortsbürgermeister.

### Wappen
| Wappen von Immesheim | Blasonierung: „Geteilt von Silber und Blau; oben eine rote Kapelle, blau bedacht mit goldenen Kreuzen, Fenstern und Tür, unten eine silberne Kette, überhöht von einem silbernen Messer.“ |
| Wappen von Immesheim | |

## Kultur

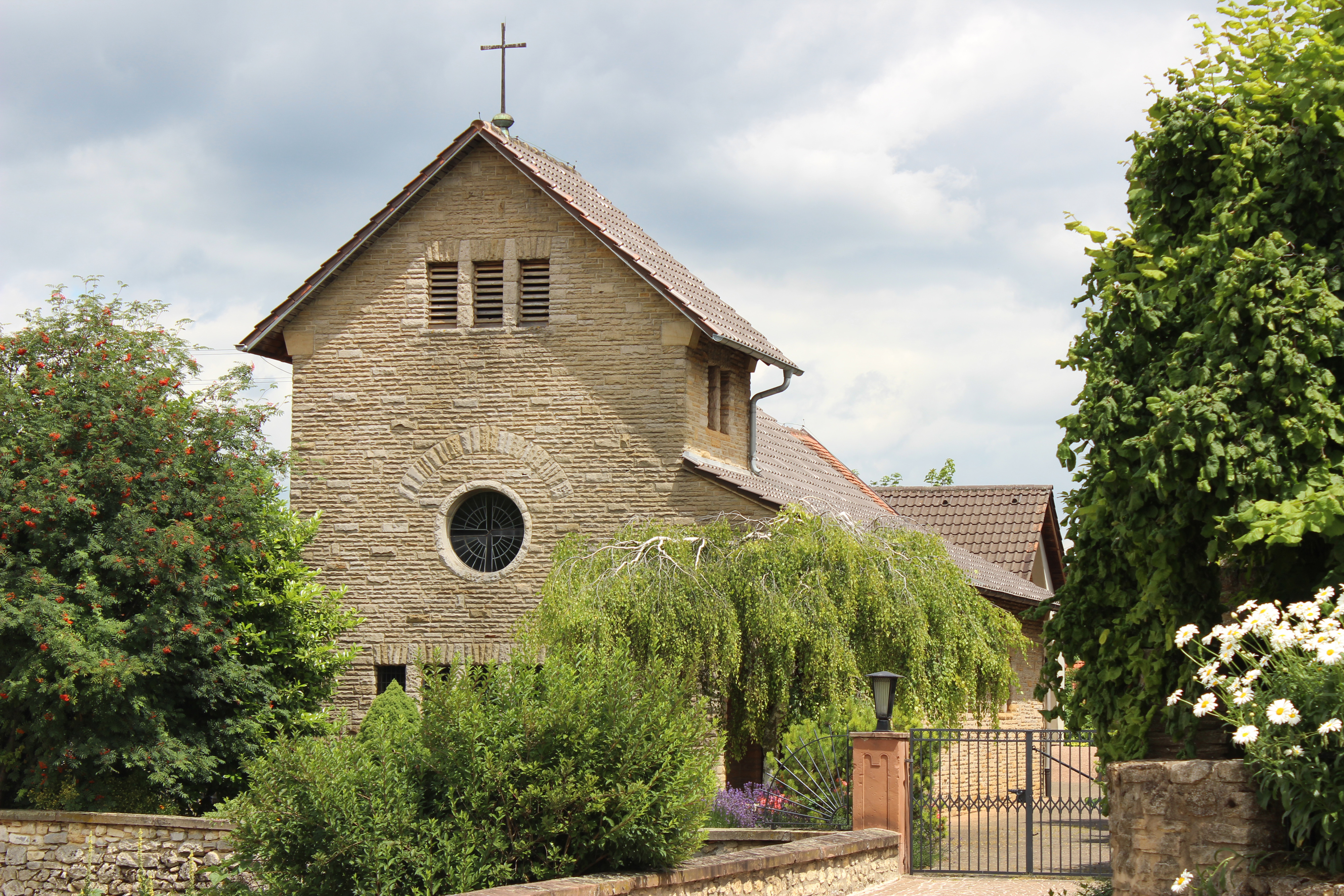
Denkmalgeschützte katholische Kirche

### Denkmäler
Vor Ort befinden sich insgesamt zwei Objekte, die unter Denkmalschutz stehen.

### Kerwe
Die Kerwe (Kerb) der Gemeinde wird jedes Jahr im letzten Wochenende im August gefeiert.

## Wirtschaft und Infrastruktur

### Wirtschaft
Immesheim gehört zum Weinanbaugebiet Pfalz. Vor Ort befindet sich die Einzellage Sonnenstück (28,24 ha), die zur Großlage Schnepfenflug vom Zellertal gehört.

### Verkehr
Der nächstgelegene Bahnhof in Albisheim liegt lediglich rund einen Kilometer von der Gemeinde entfernt an der Zellertalbahn, die für kurze Zeit über die Gemarkung von Immesheim verläuft; er wurde 1983 für den Personenverkehr eingestellt und ab 2001 jedoch lediglich an Sonn- und Feiertagen im Sommerhalbjahr bedient. Die nächsten täglich bedienten Bahnhöfe sind
- Ebertsheim an der Eistalbahn Grünstadt–Ramsen,
- Kirchheimbolanden an der Donnersbergbahn nach Alzey und
- Monsheim an der Rheinhessenbahn Bingen–Worms und der Pfälzischen Nordbahn nach Neustadt an der Weinstraße,

jeweils etwa zehn Kilometer entfernt.
Mitten durch Immesheim verläuft Landesstraße 447, die den Ort mit Bubenheim sowie Ottersheim verbindet. Nördlich der Ortsgemeinde verläuft die B 447. Die nächstgelegene Autobahn ist die A 63, die von Mainz nach Kaiserslautern verläuft. Durch die Gemeinde führt außerdem die von Behles Bus betriebene Buslinie 904.